# Список астероїдів (40401—40500)
| Назва                              | Тимчасове позначення | Дата відкриття  | Місце відкриття                  | Відкривач                              |
| ---------------------------------- | -------------------- | --------------- | -------------------------------- | -------------------------------------- |
| (40401) 1999 NS64                  | 1999 NS64            | 14 липня 1999   | Сокорро (Нью-Мексико)            | LINEAR                                 |
| (40402) 1999 NY64                  | 1999 NY64            | 14 липня 1999   | Сокорро (Нью-Мексико)            | LINEAR                                 |
| (40403) 1999 NJ65                  | 1999 NJ65            | 12 липня 1999   | Сокорро (Нью-Мексико)            | LINEAR                                 |
| (40404) 1999 OB                    | 1999 OB              | 16 липня 1999   | Вішнянська обсерваторія          | Корадо Корлевіч                        |
| (40405) 1999 OU                    | 1999 OU              | 17 липня 1999   | Обсерваторія Берґіш-Ґладбах      | Вольф Бікель                           |
| (40406) 1999 OR1                   | 1999 OR1             | 16 липня 1999   | Сокорро (Нью-Мексико)            | LINEAR                                 |
| (40407) 1999 QT2                   | 1999 QT2             | 31 серпня 1999  | Обсерваторія Ніхондайра          | Такеші Урата                           |
| (40408) 1999 RO2                   | 1999 RO2             | 4 вересня 1999  | Каталінський огляд               | Каталінський огляд                     |
| 40409 Тайтікато (Taichikato)       | 1999 RS2             | 6 вересня 1999  | Обсерваторія Беллатрікс          | Джанлуко Масі                          |
| 40410 Прігода (Prihoda)            | 1999 RJ3             | 4 вересня 1999  | Обсерваторія Ондржейов           | Ленка Коткова                          |
| (40411) 1999 RM3                   | 1999 RM3             | 6 вересня 1999  | Обсерваторія Ґекко               | Тецуо Каґава                           |
| (40412) 1999 RE9                   | 1999 RE9             | 4 вересня 1999  | Обсерваторія Кітт-Пік            | Spacewatch                             |
| (40413) 1999 RS10                  | 1999 RS10            | 7 вересня 1999  | Сокорро (Нью-Мексико)            | LINEAR                                 |
| (40414) 1999 RP11                  | 1999 RP11            | 7 вересня 1999  | Сокорро (Нью-Мексико)            | LINEAR                                 |
| (40415) 1999 RB13                  | 1999 RB13            | 7 вересня 1999  | Сокорро (Нью-Мексико)            | LINEAR                                 |
| (40416) 1999 RO14                  | 1999 RO14            | 7 вересня 1999  | Сокорро (Нью-Мексико)            | LINEAR                                 |
| (40417) 1999 RD16                  | 1999 RD16            | 7 вересня 1999  | Сокорро (Нью-Мексико)            | LINEAR                                 |
| (40418) 1999 RK19                  | 1999 RK19            | 7 вересня 1999  | Сокорро (Нью-Мексико)            | LINEAR                                 |
| (40419) 1999 RV20                  | 1999 RV20            | 7 вересня 1999  | Сокорро (Нью-Мексико)            | LINEAR                                 |
| (40420) 1999 RJ21                  | 1999 RJ21            | 7 вересня 1999  | Сокорро (Нью-Мексико)            | LINEAR                                 |
| (40421) 1999 RZ22                  | 1999 RZ22            | 7 вересня 1999  | Сокорро (Нью-Мексико)            | LINEAR                                 |
| (40422) 1999 RF23                  | 1999 RF23            | 7 вересня 1999  | Сокорро (Нью-Мексико)            | LINEAR                                 |
| (40423) 1999 RJ23                  | 1999 RJ23            | 7 вересня 1999  | Сокорро (Нью-Мексико)            | LINEAR                                 |
| (40424) 1999 RB24                  | 1999 RB24            | 7 вересня 1999  | Сокорро (Нью-Мексико)            | LINEAR                                 |
| (40425) 1999 RQ25                  | 1999 RQ25            | 7 вересня 1999  | Сокорро (Нью-Мексико)            | LINEAR                                 |
| (40426) 1999 RV25                  | 1999 RV25            | 7 вересня 1999  | Сокорро (Нью-Мексико)            | LINEAR                                 |
| (40427) 1999 RN26                  | 1999 RN26            | 7 вересня 1999  | Сокорро (Нью-Мексико)            | LINEAR                                 |
| (40428) 1999 RZ26                  | 1999 RZ26            | 7 вересня 1999  | Сокорро (Нью-Мексико)            | LINEAR                                 |
| (40429) 1999 RL27                  | 1999 RL27            | 7 вересня 1999  | Вішнянська обсерваторія          | Корадо Корлевіч                        |
| (40430) 1999 RL28                  | 1999 RL28            | 7 вересня 1999  | Сокорро (Нью-Мексико)            | LINEAR                                 |
| (40431) 1999 RK29                  | 1999 RK29            | 8 вересня 1999  | Сокорро (Нью-Мексико)            | LINEAR                                 |
| (40432) 1999 RW29                  | 1999 RW29            | 8 вересня 1999  | Сокорро (Нью-Мексико)            | LINEAR                                 |
| (40433) 1999 RQ30                  | 1999 RQ30            | 8 вересня 1999  | Сокорро (Нью-Мексико)            | LINEAR                                 |
| (40434) 1999 RH32                  | 1999 RH32            | 9 вересня 1999  | Вішнянська обсерваторія          | Корадо Корлевіч                        |
| (40435) 1999 RL32                  | 1999 RL32            | 9 вересня 1999  | Вішнянська обсерваторія          | Корадо Корлевіч                        |
| 40436 Сільвіекойауд (Sylviecoyaud) | 1999 RQ32            | 10 вересня 1999 | Кампо Катіно                     | Астрономічна обсерваторія Кампо-Катіно |
| (40437) 1999 RU33                  | 1999 RU33            | 6 вересня 1999  | Обсерваторія Фарпойнт            | Ґрем Белл, Ґері Гаґ                    |
| (40438) 1999 RV33                  | 1999 RV33            | 6 вересня 1999  | Обсерваторія Фарпойнт            | Ґрем Белл, Ґері Гаґ                    |
| (40439) 1999 RF34                  | 1999 RF34            | 9 вересня 1999  | Вішнянська обсерваторія          | Корадо Корлевіч                        |
| 40440 Добровський (Dobrovsky)      | 1999 RU34            | 11 вересня 1999 | Обсерваторія Ондржейов           | Петр Правец, Петер Кушнірак            |
| 40441 Юнгман (Jungmann)            | 1999 RW34            | 11 вересня 1999 | Обсерваторія Ондржейов           | Петр Правец, Петер Кушнірак            |
| (40442) 1999 RO35                  | 1999 RO35            | 11 вересня 1999 | Вішнянська обсерваторія          | Корадо Корлевіч                        |
| (40443) 1999 RU35                  | 1999 RU35            | 7 вересня 1999  | Королівська обсерваторія Бельгії | Ерік Вальтер Ельст                     |
| 40444 Палацький (Palacky)          | 1999 RV35            | 12 вересня 1999 | Обсерваторія Ондржейов           | Петр Правец, Марек Волф                |
| (40445) 1999 RY35                  | 1999 RY35            | 12 вересня 1999 | Прескоттська обсерваторія        | Пол Комба                              |
| (40446) 1999 RN36                  | 1999 RN36            | 12 вересня 1999 | Обсерваторія Чрні Врх            | Обсерваторія Чрні Врх                  |
| (40447) 1999 RC37                  | 1999 RC37            | 11 вересня 1999 | Обсерваторія Сан-Вітторе         | Обсерваторія Сан-Вітторе               |
| (40448) 1999 RT37                  | 1999 RT37            | 12 вересня 1999 | Вішнянська обсерваторія          | Корадо Корлевіч                        |
| (40449) 1999 RV37                  | 1999 RV37            | 12 вересня 1999 | Вішнянська обсерваторія          | Корадо Корлевіч                        |
| (40450) 1999 RX37                  | 1999 RX37            | 12 вересня 1999 | Вішнянська обсерваторія          | Корадо Корлевіч                        |
| (40451) 1999 RD38                  | 1999 RD38            | 13 вересня 1999 | Вішнянська обсерваторія          | Корадо Корлевіч                        |
| (40452) 1999 RV38                  | 1999 RV38            | 12 вересня 1999 | Обсерваторія Ріді-Крик           | Джон Бротон                            |
| (40453) 1999 RX38                  | 1999 RX38            | 13 вересня 1999 | Обсерваторія Ріді-Крик           | Джон Бротон                            |
| (40454) 1999 RY39                  | 1999 RY39            | 12 вересня 1999 | Каталінський огляд               | Каталінський огляд                     |
| (40455) 1999 RC40                  | 1999 RC40            | 12 вересня 1999 | Каталінський огляд               | Каталінський огляд                     |
| (40456) 1999 RV41                  | 1999 RV41            | 13 вересня 1999 | Вішнянська обсерваторія          | Корадо Корлевіч                        |
| 40457 Вільямкун (Williamkuhn)      | 1999 RG43            | 4 вересня 1999  | Обсерваторія Анса                | М. Коллінс, Майнор Вайт                |
| (40458) 1999 RH43                  | 1999 RH43            | 14 вересня 1999 | Вішнянська обсерваторія          | Корадо Корлевіч                        |
| 40459 Ректорис (Rektorys)          | 1999 RK43            | 14 вересня 1999 | Обсерваторія Ондржейов           | Петр Правец, Петер Кушнірак            |
| (40460) 1999 RV43                  | 1999 RV43            | 15 вересня 1999 | Вішнянська обсерваторія          | Корадо Корлевіч                        |
| (40461) 1999 RW43                  | 1999 RW43            | 15 вересня 1999 | Вішнянська обсерваторія          | Корадо Корлевіч                        |
| (40462) 1999 RC44                  | 1999 RC44            | 15 вересня 1999 | Вішнянська обсерваторія          | Вішнянська обсерваторія                |
| 40463 Frankkameny                  | 1999 RE44            | 15 вересня 1999 | Калгарі                          | Гаррі Біллінгс                         |
| (40464) 1999 RM44                  | 1999 RM44            | 8 вересня 1999  | Сокорро (Нью-Мексико)            | LINEAR                                 |
| (40465) 1999 RQ44                  | 1999 RQ44            | 14 вересня 1999 | Вішнянська обсерваторія          | Корадо Корлевіч                        |
| (40466) 1999 RU44                  | 1999 RU44            | 14 вересня 1999 | Обсерваторія Чрні Врх            | Обсерваторія Чрні Врх                  |
| (40467) 1999 RE46                  | 1999 RE46            | 7 вересня 1999  | Сокорро (Нью-Мексико)            | LINEAR                                 |
| (40468) 1999 RF46                  | 1999 RF46            | 7 вересня 1999  | Сокорро (Нью-Мексико)            | LINEAR                                 |
| (40469) 1999 RM47                  | 1999 RM47            | 7 вересня 1999  | Сокорро (Нью-Мексико)            | LINEAR                                 |
| (40470) 1999 RN47                  | 1999 RN47            | 7 вересня 1999  | Сокорро (Нью-Мексико)            | LINEAR                                 |
| (40471) 1999 RX47                  | 1999 RX47            | 7 вересня 1999  | Сокорро (Нью-Мексико)            | LINEAR                                 |
| (40472) 1999 RU49                  | 1999 RU49            | 7 вересня 1999  | Сокорро (Нью-Мексико)            | LINEAR                                 |
| (40473) 1999 RR50                  | 1999 RR50            | 7 вересня 1999  | Сокорро (Нью-Мексико)            | LINEAR                                 |
| (40474) 1999 RG51                  | 1999 RG51            | 7 вересня 1999  | Сокорро (Нью-Мексико)            | LINEAR                                 |
| (40475) 1999 RE53                  | 1999 RE53            | 7 вересня 1999  | Сокорро (Нью-Мексико)            | LINEAR                                 |
| (40476) 1999 RH53                  | 1999 RH53            | 7 вересня 1999  | Сокорро (Нью-Мексико)            | LINEAR                                 |
| (40477) 1999 RS54                  | 1999 RS54            | 7 вересня 1999  | Сокорро (Нью-Мексико)            | LINEAR                                 |
| (40478) 1999 RT54                  | 1999 RT54            | 7 вересня 1999  | Сокорро (Нью-Мексико)            | LINEAR                                 |
| (40479) 1999 RQ60                  | 1999 RQ60            | 7 вересня 1999  | Сокорро (Нью-Мексико)            | LINEAR                                 |
| (40480) 1999 RK61                  | 1999 RK61            | 7 вересня 1999  | Сокорро (Нью-Мексико)            | LINEAR                                 |
| (40481) 1999 RQ61                  | 1999 RQ61            | 7 вересня 1999  | Сокорро (Нью-Мексико)            | LINEAR                                 |
| (40482) 1999 RA62                  | 1999 RA62            | 7 вересня 1999  | Сокорро (Нью-Мексико)            | LINEAR                                 |
| (40483) 1999 RE62                  | 1999 RE62            | 7 вересня 1999  | Сокорро (Нью-Мексико)            | LINEAR                                 |
| (40484) 1999 RA63                  | 1999 RA63            | 7 вересня 1999  | Сокорро (Нью-Мексико)            | LINEAR                                 |
| (40485) 1999 RY63                  | 1999 RY63            | 7 вересня 1999  | Сокорро (Нью-Мексико)            | LINEAR                                 |
| (40486) 1999 RJ64                  | 1999 RJ64            | 7 вересня 1999  | Сокорро (Нью-Мексико)            | LINEAR                                 |
| (40487) 1999 RP66                  | 1999 RP66            | 7 вересня 1999  | Сокорро (Нью-Мексико)            | LINEAR                                 |
| (40488) 1999 RV66                  | 1999 RV66            | 7 вересня 1999  | Сокорро (Нью-Мексико)            | LINEAR                                 |
| (40489) 1999 RH67                  | 1999 RH67            | 7 вересня 1999  | Сокорро (Нью-Мексико)            | LINEAR                                 |
| (40490) 1999 RY67                  | 1999 RY67            | 7 вересня 1999  | Сокорро (Нью-Мексико)            | LINEAR                                 |
| (40491) 1999 RJ68                  | 1999 RJ68            | 7 вересня 1999  | Сокорро (Нью-Мексико)            | LINEAR                                 |
| (40492) 1999 RO69                  | 1999 RO69            | 7 вересня 1999  | Сокорро (Нью-Мексико)            | LINEAR                                 |
| (40493) 1999 RD71                  | 1999 RD71            | 7 вересня 1999  | Сокорро (Нью-Мексико)            | LINEAR                                 |
| (40494) 1999 RG72                  | 1999 RG72            | 7 вересня 1999  | Сокорро (Нью-Мексико)            | LINEAR                                 |
| (40495) 1999 RQ74                  | 1999 RQ74            | 7 вересня 1999  | Сокорро (Нью-Мексико)            | LINEAR                                 |
| (40496) 1999 RD76                  | 1999 RD76            | 7 вересня 1999  | Сокорро (Нью-Мексико)            | LINEAR                                 |
| (40497) 1999 RR78                  | 1999 RR78            | 7 вересня 1999  | Сокорро (Нью-Мексико)            | LINEAR                                 |
| (40498) 1999 RG80                  | 1999 RG80            | 7 вересня 1999  | Сокорро (Нью-Мексико)            | LINEAR                                 |
| (40499) 1999 RK81                  | 1999 RK81            | 7 вересня 1999  | Сокорро (Нью-Мексико)            | LINEAR                                 |
| (40500) 1999 RE82                  | 1999 RE82            | 7 вересня 1999  | Сокорро (Нью-Мексико)            | LINEAR                                 |

| ← Астероїди 40001—50000 → |             |             |             |             |             |             |             |             |             |
| 40001—40100               | 41001—41100 | 42001—42100 | 43001—43100 | 44001—44100 | 45001—45100 | 46001—46100 | 47001—47100 | 48001—48100 | 49001—49100 |
| 40101—40200               | 41101—41200 | 42101—42200 | 43101—43200 | 44101—44200 | 45101—45200 | 46101—46200 | 47101—47200 | 48101—48200 | 49101—49200 |
| 40201—40300               | 41201—41300 | 42201—42300 | 43201—43300 | 44201—44300 | 45201—45300 | 46201—46300 | 47201—47300 | 48201—48300 | 49201—49300 |
| 40301—40400               | 41301—41400 | 42301—42400 | 43301—43400 | 44301—44400 | 45301—45400 | 46301—46400 | 47301—47400 | 48301—48400 | 49301—49400 |
| 40401—40500               | 41401—41500 | 42401—42500 | 43401—43500 | 44401—44500 | 45401—45500 | 46401—46500 | 47401—47500 | 48401—48500 | 49401—49500 |
| 40501—40600               | 41501—41600 | 42501—42600 | 43501—43600 | 44501—44600 | 45501—45600 | 46501—46600 | 47501—47600 | 48501—48600 | 49501—49600 |
| 40601—40700               | 41601—41700 | 42601—42700 | 43601—43700 | 44601—44700 | 45601—45700 | 46601—46700 | 47601—47700 | 48601—48700 | 49601—49700 |
| 40701—40800               | 41701—41800 | 42701—42800 | 43701—43800 | 44701—44800 | 45701—45800 | 46701—46800 | 47701—47800 | 48701—48800 | 49701—49800 |
| 40801—40900               | 41801—41900 | 42801—42900 | 43801—43900 | 44801—44900 | 45801—45900 | 46801—46900 | 47801—47900 | 48801—48900 | 49801—49900 |
| 40901—41000               | 41901—42000 | 42901—43000 | 43901—44000 | 44901—45000 | 45901—46000 | 46901—47000 | 47901—48000 | 48901—49000 | 49901—50000 |